# Cristóbal de Guzmán Cecetzin
Cristóbal de Guzmán Cecetzin (o Cecepaticatzin) fue un noble nahua de Santa María Cuepopan en San Juan Tenochtitlan, hijo del gobernante Diego Huanitzin. Cristóbal sirvió primero como alcalde en 1556 antes de convertirse en el penúltimo tlatoani y tercer gobernador de Tenochtitlan en 1557, títulos que mantuvo hasta su muerte en 1562.

## Inicio de reinado
Mucho se ha dicho sobre el tiempo transcurrido entre la muerte de Tehuetzquititzin (1554) y la toma de posesión de Huanitzin (1557), siendo lo más probable que Cecetzin fuera el mejor candidato a gobernador aceptado universalmente por todos los interesados, pero que aún no había alcanzado la mayoría de edad .

## Sometimiento a España
Uno de los principales acontecimientos de su mandato tuvo lugar el 6 de junio de 1557, cuando juró fidelidad a Felipe II. Para esta ocasión, se levantó en la Plaza Mayor, ante la puerta oeste de la Catedral y frente al Palacio Real, en la parte occidental de la plaza, una plataforma elevada, llamada cadalso, de unos nueve metros de largo por cinco de ancho. Allí se situaron los más altos cargos españoles del gobierno real y de la Iglesia católica, entre ellos el virrey Luis de Velasco y el arzobispo Alonso de Montúfar. Además de Cecetzin, gobernante de Tenochtitlan, asistieron a la celebración Diego de Mendoza Imauhyantizin, tlatoani de Tlatelolco, Antonio Cortés Totoquihuaztli, tlatoani de Tlacopan, y Hernando de Pimentel, tlatoani de Texcoco. Hubo una actuación de casi ocho mil danzantes indígenas y, según las Actas de Cabildo, multitud de indígenas acudieron a la plaza como testigos, además de la participación de los españoles acantonados en la ciudad, que también prestaron juramento.

## Desarrollo urbano de Tenochtitlan
En 1555 hubo una gran inundación, aún bajo el gobierno de Esteban de Guzmán. Como primer acto de su gobierno, Cecetzin mandó construir el Dique de San Lázaro y el Canal de Tehuiloyacán. Fue en esta época cuando se construyó la Tumba (imperial) en San Francisco.
En 1562, poco antes de la muerte de Cecetzin, éste emprendió una ambiciosa ampliación de los edificios de la ciudad, por lo que los vecinos fueron convocados al bosque que rodeaba Cuauhximalpa para fabricar 200 viguetas (de unos 6 metros de largo), 300 haces de 5 brazas (de unos 9 metros) y 500 tablas de tamaño indeterminado para la construcción. Es decir, al menos 4.100 metros de madera (sin contar los tablones). Por no mencionar el hecho de que la mayor parte de la arquitectura de la ciudad era de piedra y adobe; la madera sólo se utilizaba para los cimientos y los tejados.